# Всероссийские промышленные выставки
Всероссийские промышленные (мануфактурные) выставки — публичные демонстрации промышленных изделий Российской Империи. Проводились по правилам, утверждённым Мануфактурным советом в октябре 1828 года.

## История
Согласно Уставу о промышленности 1848 года, на выставки допускались «изделия всех родов, по желанию фабрикантов и ремесленников, имеющих собственные заведения во всех частях Империи, Царства Польского и великого княжества Финляндского», на варшавскую Выставку допускались также и сельскохозяйственные экспонаты.
Хронология выставок:
- 1829 — Петербург (Южный пакгауз — Университетская набережная, дом № 1)
- 1831  — Москва (Благородное собрание, 17 мая — 8 июня)
- 1833 — Петербург
- 1835 — Москва
- 1839 — Варшава
- 1841 — Петербург
- 1843 — Москва
- 1845 — Варшава
- 1849 — Петербург
- 1853 — Москва
- 1857 — Варшава
- 1861 — Петербург
- 1865 — Москва
- 1870 — Петербург (Соляной городок, 15 мая — 1 августа)
- 1882 — Москва (Ходынское поле)
- 1896 — Нижний Новгород — крупнейшая из подобных (28 мая (9 июня) — 1 (13) октября).

Также организовывались региональные выставки, в частности:
- Сибирско-Уральского края в Екатеринбурге 1887 год (2500 участников[2]);
- в Ташкенте 1889 год — 1300 участников;
- в Тифлисе 1889 год — 2500 участников;
- Волжско-камского края и Востока в Казани 1890 год;
- Сибирская в Москве 1893 год;
- в Киеве 1897 год (1700 участников);
- Одесская выставка 1910 года.
- Екатеринославская выставка (1910)
- Первая Западно-Сибирская сельскохозяйственная, лесная и торгово-промышленная выставка в Омске (1911)[3].